# Дрозды (Усвятский район)
Дрозды —  деревня в Усвятском районе Псковской области России. Входит в состав Усвятской волости.

## География
Находится на юге региона, в южной части района, вблизи государственной границей с Республикой Беларусь (Городокский район, Витебская область), в 18 км к югу от райцентра Усвяты, на реке Усвяча. Самый южный населённый пункт Псковской области.
Уличная сеть не развита.

## История
С января 1995 до июля 2010 года деревня входила в состав ныне упразднённой Чеснорской волости.

## Население
| 2001 | 2002 | 2010 |
| ---- | ---- | ---- |
| 77   | ↘48  | ↘25  |

Численность населения деревни по оценке на начало 2001 года составляла 77 жителей (2000 год).

## Инфраструктура
Личное подсобное хозяйство. 

## Транспорт
Автодорога регионального значения 58К-587. 